# Antonio Vismara (giurista)
Antonio Vismara (Milano, 2 febbraio 1831 – Milano, 1903) è stato un giurista, scrittore e bibliografo italiano.

## Biografia
Nacque da nobile famiglia il 2 febbraio 1831 a Milano da Carlo Vismara, ingegnere, e Lucia Fighetti. Sposò il 7 luglio 1863 Giuseppina Longoni. 
Dopo una carriera nell'esercito, a partire dal 1859, prima come luogotenente della guardia nazionale e poi, dopo l'unificazione del Paese, come segretario nei tribunali militari di Salerno e Napoli, studiò a Napoli giurisprudenza e scienze politiche, laureandosi nel 1868 e conseguendo il titolo di avvocato di Corte d’Appello e di Corte di Cassazione.
Nel 1874 ottenne l'incarico di assistente alla Biblioteca nazionale di Firenze, ritenendolo l'ideale per sé in virtù della sua passione di bibliofilo; la bibliografia fu infatti uno dei suoi principali campi di ricerca e interesse. 
Dal 1875 al 1892 svolse l'attività di docente, a Cremona, Udine, Bergamo, Alessandria, Lodi e Reggio Calabria. 
In una libreria a Como di sua proprietà, tra il 1890 e il 1893, redasse un periodico dal titolo "Corriere della libreria", trattante d'argomenti librari e bibliografici. Vismara nella sua vita pubblicò un enorme numero e varietà di opere, che andavano da bibliografie di letterati e uomini politici a trattazioni di diritto o eventi storici (famosa la Storia delle cinque gloriose giornate di Milano nel 1848 del 1873), fino a romanzi storico-sociali. 
Morì a Milano nel 1903.

## Onorificenze
Nel 1871, ricevette «dono reale di S. M. Umberto per la pubblicazione del commento al codice penale militare».

## Opere
- Del diritto di punire secondo le esigenze della moderna civiltà, Milano, 1855.
- Memorie di un suicida, Napoli, 1865.
- Codice di procedura penale del Regno d’Italia spiegato con mezzo analogico, coll’autorità del diritto romano e colle dottrine di sommi penalisti, Napoli, 1866.
- La liberazione di Roma: ricordi storici, Milano, 1870.
- La repubblica di Parigi, ossia il 4 settembre 1870. Ricordi storici, Milano, 1870.
- Monti e Tognetti o, Misteri della Corte papale. Romanzo storico, Milano, 1870
- Della recidiva nei reati, Firenze, 1871.
- Commentario al Codice penale Militare, Milano, 1872.
- Storia della Dinastia Savoja narrata al popolo ed all’esercito, Milano, 1872.
- Vita di Alessandro Manzoni, Milano, 1873.
- Storia delle cinque gloriose giornate di Milano nel 1848, Milano, 1873.
- Un banchetto di carne umana. Scene dall’Italia meridionale. Romanzo storico, Milano, 1873.
- Marozia, scene storiche, Milano, 1874.
- Bibliografia manzoniana ossia serie delle edizioni delle opere di Alessandro Manzoni aggiuntavi una raccolta di autori che di lui scrissero col titolo del libro in cui trattasi di questo autore, Milano, 1875.
- Bibliografia delle pubblicazioni di Ignazio Cantù, Milano, 1877.
- L’avvocato del soldato di terra e di mare, ossia la legislazione militare commentata e spiegata, Milano, 1877.
- Saggio di una bibliografia di Vittorio Emanuele II primo re d’Italia. Preceduta da una breve cronologia delle epoche più importanti della sua vita, Roma, 1879.
- Bibliografia di Cesare Balbo, Milano, 1882.
- Bibliografia verriana, Milano, 1884.
- Bibliografia di Achille Mauri, Milano, 1885.
- Bibliografia di Tommaso Grossi, Como, 1886.
- Materiali per una bibliografia del generale Giuseppe Garibaldi premessevi le date cronologiche degli avvenimenti principali della sua vita, Como, 1891.
- Bibliografia del senatore Giulio Carcano, Como, 1893.
- Bibliografia storica delle cinque giornate e degli avvenimenti politico-militari in Lombardia nel 1848, Milano, 1898.
- Bibliografia di Carlo Cattaneo, Milano, 1901.